# Łukasz Przybytek
Łukasz Przybytek, né le 20 mai 1989 à Lipno (Pologne), est un skipper polonais.

## Palmarès
- Championnats d'Europe : 
  - 2009 -  1er en 29er

- Jeux olympiques : 
  - 2012 - 13e en 49er avec Paweł Kołodziński